# Escudo de Comala

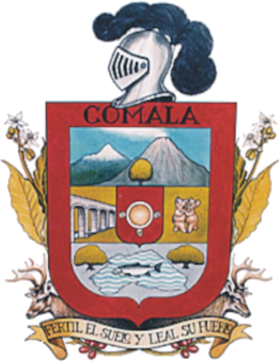
Escudo de Comala

El escudo fue elaborado por Álvaro Gabriel Rivera Muñoz, a partir de un concurso celebrado en el año de 1984.
Significado

Este emblema presenta en la bordura la leyenda “Comala”, y en la punta, un listón flotante dorado con el lema: “Fértil el suelo y leal su pueblo”.
Se encuentra dividido en tres fajas. En la parte superior aparecen los volcanes y un nogal; en la faja central se encuentra el acueducto de la ex hacienda de San Antonio y los Perros  Cebados representativos de la cerámica colimense, y en la inferior se observa la Laguna de Carrizalillos flanqueada por una trucha y dos parotas. Al centro tiene en forma gráfica (prehispánica) la etimología de la palabra Comal.
Como ornamentos exteriores presenta un yelmo de acero bruñido con cimera de plumas, vuelto hacia el lado diestro y colocado en la parte superior. En el soporte inferior, dos venados nacientes, dispuestos hacia fuera y la planta de café con hojas, flores y frutos, que envuelven al escudo.
Significado de los colores:
El oro, poder y riqueza; el rojo, fortaleza y el fuego del volcán; el verde, la esperanza; el azul, justicia y lealtad; campo de plata, vigilancia.
Los volcanes simbolizan lo imponente de los paisajes; el nogal representa la flora local.
Comala, “Lugar donde se hacen comales” o “Lugar de comales” o “Comalería”, significado que proviene de los vocablos náhuatl An y Comalli que significan “lugar” y “comal” respectivamente. El nombre de Comala evoca a la época en la que los artesanos del lugar elaboraban comales de barro. Es uno de los lugares más famosos de Colima gracias a la leyenda, el folclor y las tradiciones que se han entretejido a partir de su conmovedora mención en la novela Pedro Páramo, del reconocido escritor jalisciense Juan Rulfo. Significa: Lugar de Comales o Comalería. Fue asiento de importantes núcleos indígenas que aún existen en Suchitlán (tierra de flores), Cofradía de Suchitlán y Zacualpan, donde se ha extraído abundante y admirable cerámica arcaica.
El escudo de Comala es un claro ejemplo de cómo se resumen las riquezas y el lugar de colima en un escudo de gran creatividad. Que al mismo tiempo nos da a conocer todas y cada una de sus riquezas y de las bellezas que se pueden encontrar en este mágico lugar. Tan es así que cabe resaltar el significado de los colores como es el oro que representa la riqueza y el poder y no solo estamos hablando de lo material sino también de la riqueza de su gente. Otro claro ejemplo es el significado del color rojo que representa la fortaleza y el fuego del volcán. El verde que representa la esperanza que todo colimense y mexicano tiene. El azul la justicia y la lealtad que tiene su gente. En resumen el escudo de cómala resume todo en lo que es y parte importante de Colima.
- Datos: Q5837951